# Воскресенское (Саратовская область)
Воскресенское — село в Саратовской области России, административный центр Воскресенского района и Воскресенского сельского поселения.

## География
Село расположено на правом берегу Волги в 70 км к северо-востоку от Саратова (по автодорогам — 98 км).

## Население
| 1939 | 1959  | 1989  | 2002  | 2010  | 2021  |
| ---- | ----- | ----- | ----- | ----- | ----- |
| 4402 | ↘3711 | ↘3263 | ↘3235 | ↗3309 | ↘3014 |

## История

### В Российской Империи
Первое поселение на территории современного села Воскресенское возникло в середине XVI века. Его основала на обратном пути часть участников экспедиции купца Никонова, которая была совершена по Волге до Каспия и Ирана. Известны даже имена некоторых основателей поселения (сначала это был постоянный сторожевой пост). В 1568 году на территории, примыкающей к оврагам Змеёвой горы, произошел лесной пожар. На ней поселенцы стали выращивать зерновые и другие сельскохозяйственные культуры. В Приписной книге за 1580 год говорится о том, что нашему селу дано официальное название.
В 90-х годах XVII столетия Воскресенский монастырь Московского уезда ходатайствовал об отводе ему «на реке Волге в Змеёвых горах, дикого поля», и в 1699 году «отмежеванного архимандриту Воскресенского монастыря с братиею в Сызранском уезде из диких Поль, от устья речки Багая идучи на низ по речке Терешке, до устья речки Березовки, и меж тех речек Багаю и Березовки от устья и до вершины, до Волги реки…» Московские монастыри владели берегами Волги, Терешки, а местности, удаленные от Волги, представляли «дикое поле», никем не заселенное или находившееся во владении немногих оставшихся здесь более древних обитателей края: татар и чувашей. В то же время сюда стекаются переселенцы-крестьяне: сброд из преступников, разбойников и беглых крепостных, для которых отмена Юрьева дня послужила толчком к переселению на дикие поля юго-восточной окраины Московского государства. Позднее к ним присоединяются раскольники, бежавшие от преследований петровского времени и двойного подушного налога.
На этом месте образовалось с. Воскресенское (Троицкое, Змеёвы горы), населенное крестьянами, переведенными из старых вотчин монастыря, и гулящими людьми.
В селе Воскресенское там, где позже стояла православная церковь на берегу Волги, в давнее время существовал скит или монастырь. Подле скита лежало кладбище, простиравшееся до самого берега. Берег этот, состоявший из нетвердого грунта, переполненного перегнившими частями человеческих организмов, время от времени обсыпался и уносил с собою человеческие остатки в Волгу. Уже в начале XVIII столетия на этом месте существовал православный храм. Свидетельством тому могут служить печатные указы императора Петра Великого.
В селе Воскресенское был император Пётр Первый, когда возвращался из похода своего в Персию вместе с супругой Екатериной Алексеевной. Екатерина пожертвовала в Воскресенскую церковь образ «Всех скорбящих радость».
До 1725 года по списку Голомбиевского в пределах Вольского (в то время Симбирского) уезда значилось 7 селений, в том числе Воскресенское. По второй ревизии (1745-47 гг.) в Воскресенском насчитывалось 827 душ монастырских крестьян.
Жители села Воскресенского в XVIII столетии принадлежали к экономическому ведомству и числились экономическими крестьянами.
В XIX веке жители села состояли в разряде казенных крестьян, казенных и мещан. В «Историко-статистическом описании селений Вольского уезда Саратовской губернии», изданного в 1890 году, сообщается: «Воскресенское по своим постройкам принадлежит к числу лучших селений на Волге в Вольском уезде. Дома его деревянные, покрытые тесовыми крышами, довольно поместительные, чистые. Есть дома двухэтажные, обложенные кирпичом и покрытые железом. Лучшая часть села находится в „Средине“. В этом месте находится базар и приходская каменная церковь, бакалейные магазины, кабак. Бывших казенных крестьян ныне числится мужского пола 2054 души, женского 2152, бывших удельных мужского пола 134, женского 128, мещан мужского пола 50, женского 58.
По образу жизни, занятиям и промышленной деятельности жителей Воскресенское напоминает собою город. Воскресенцы держат себя чисто, одеваются опрятно, по-мещански. В своем развитии они далеко оставили за собою деревню с её наивностью и простотою. Самый мотив песен у них уже не деревенский, а городской. Кроме земледелия, воскресенцы занимаются сапожным, портняжным, плотничным, столярным ремеслами, лесною и хлебною торговлей, рыбною ловлей, перевозкою хлеба на своих судах, которых имеется здесь до 50, работами на ветряных мельницах, в собственных многочисленных фруктовых садах и в колониях за Волгою. Ветряков в Воскресенском имеется до 40. Каждая из этих мельниц стоит от 1 до 1,5 тысяч рублей. Лесная торговля производится здесь в обширном размере. Всего леса пригоняется с верховья до 20 тысяч дерев на сумму 100 000 рублей.
Базар Воскресенский, открываемый еженедельно в среду, доставляет жителям все необходимое. В лавках его производится торговля фруктовым, овощным, бакалейным товарами, солью, чаем, сахаром, железом и другими предметами, кроме табаку. Табак здесь, по склонности населения к расколу, совсем не продается».
В 1872 году в с. Воскресенское открылось мужское земское училище, где обучалось 80 человек, в 1879 году открыто женское церковно-приходское училище, где обучалось до 60 девочек, которое размещалось в церковной сторожке, в 1898 году открыта больница.
В 1917 году в селе была национализирована механическая мельница братьев Триппель.
10 октября 1917 года в Воскресенском прошли выборы в Учредительное собрание.

### Советский период
В 1922—1924 гг. в Воскресенском было 2 сельхозартели: «Путь Ленина» и «Землероб».
23 июля 1928 года село становится центром Воскресенского района Вольского округа Нижне-Волжского края (с 1936 года — в составе Саратовской области).
В 1929 году на землях сел Воскресенское и Гостевка был организован один крупный колхоз «Великий перелом».
В 1930 году была открыта школа крестьянской молодежи.
В 1932 году была создана Воскресенская МТС.
В марте 1961 года на базе колхозов был создан совхоз «Воскресенский».
26 декабря 2006 года в результате реформы местного самоуправления район преобразован в Воскресенский муниципальный район, а село становится центром Воскресенского сельского поселения.

## Инфраструктура
В посёлке имеются общеобразовательная школа, детская школа искусств, центральная районная больница, районный Дом культуры, детские сады, отделение почтовой связи, филиал Сбербанка.

### Достопримечательности
- Свято-Троицкий храм[8]
- Мемориал погибшим в годы Великой Отечественной войны[9]
- Стена памяти Героям Советского Союза, уроженцам Воскресенского района[10]
- Памятник землякам, погибшим в локальных войнах[11]

### Средства массовой информации
В Воскресенском районе выходит газета «Наша жизнь» — официальный орган администрации муниципального образования. Тираж печатного издания 1500 экз., выходит один раз в неделю, имеет свой сайт.